# Konsumtionsföreningen Göta
Ej att förväxla med Konsumentföreningen Göta.
Konsumtionsföreningen Göta var en konsumentförening i Jönköping, 1900–1965.
Kooperativa föreningen Göta bildades söndagen den 25 mars 1900 när konstituerande möte hölls i Logen Krusenstolpe i Jönköping. Då hade föreningen 150 medlemmar och beslutade att öppna två butiker. De första butikerna låg på Slottsgatan 28 och Kungsgatan 16 och öppnades den 29 juni 1900. Butiken på Slottsgatan flyttade i januari 1902 till Nya Torget 24.
Social Tidskrift kunde 1901 konstatera att det fanns åtta konsumtionsföreningar i staden. Utöver Göta var dessa Jönköpings konsumtionsförening, Konsumtionsföreningen Framåt, Dunkehallars konsumtionsförening, Handelsföreningen Enighet, Östra fabrikens konsumtionsförening och Sands konsumtionsförening. Av dessa var dock Göta redan då störst sett till antal medlemmar. Ännu en förening, Kooperativa föreningen Godhem, bildades 1903. Med tiden reducerades dock antalet konsumtionsföreningar i staden.
År 1960 öppnade Konsum Göta ett nytt Domus på Östra Storgatan.
Vid årsskiftet 1965/1966 uppgick Konsum Göta i Konsum Domus Jönköpings län. Namnet Göta återuppväcktes 1991 när Konsum Domus Jönköpings län gick ihop med Konsum Kronoberg och två mindre föreningar för att bilda Konsumentföreningen Göta.